# Молода гвардія
«Молода́ гва́рдія» — молодіжна антинацистська підпільна організація, яка діяла у Сорокиному (тоді Краснодон) у період німецько-радянської війни.
Деякі подробиці діяльності організації, як і її існування в сучасній українській історіографії дискутуються.

## Історія
«Молода гвардія» діяла в окупованому нацистами місті Краснодоні з середини 1942 року.
Членів організації названо «молодогвардійцями». Вони поширювали антинацистські листівки, влаштовували пожежі на біржі праці, під час якої знищили списки людей, яких мали відправити до Німеччини на примусові роботи, проводили диверсії.
У СРСР організація стала відома з однойменного роману Олександра Фадєєва (1946, друге видання — 1951). У 1948 році режисер Сергій Герасимов за романом був зняв художній фільм «Молода гвардія». У 1947 Юлій Мейтус написав оперу «Молода гвардія» на лібрето Андрія Малишка (російською переклав Михайла Ісаковського).
Історія «Молодої гвадії», описана О. О. Фадеєвим у романі на особисте замовлення Сталіна у дуже стислі строки до 30-річчя Жовтневого перевороту, а потім зображена С. А. Герасимовим в однойменному фільмі, відрізнялась від свідчень очевидців тих подій[джерело?]. Утім, його версія ввійшла у радянські підручники з історії.
Іідеологічний характер діяльності та назву групи заперечував Євген Стахів, який вважав себе одним з прототипів Євгена Стаховича в романі Фадєєва.

## Нагородження
Указом Президії Верховної Ради СРСР від 13 вересня 1943 року п'ятьом молодогвардійцям, а саме: Уляні Громовій, Івану Земнухову, Олегу Кошовому, Сергію Тюленіну, Любові Шевцовій, посмертно присвоєне почесне звання Героя Радянського Союзу. Згодом, 5 травня 1990 року, цього ж звання посмертно удостоєний командир підпільної організації Іван Туркенич.
Група підпільників була нагороджена державними нагородами СРСР, у тому числі:
- орденом Червоного Прапора — 3 особи;
- орденом Вітчизняної війни 1-го ступеня — 35 осіб;
- орденом Червоної Зірки — 6 осіб;
- медаллю «Партизанові Вітчизняної війни» 1-го ступеня — 66 осіб.

Указом Президії Верховної Ради СРСР від 13 грудня 1960 року молодогвардієць Віктор Третякевич посмертно нагороджений орденом Вітчизняної війни 1-го ступеня.

## Пам'ять
- Восени 2013 року під час будівництва Мироносицької церкви мер Харкова Геннадій Кернес демонтував Алею Слави у центрі міста біля Дзеркального струменя, на якій були встановлені зокрема бюсти Олега Кошового та інших молодогвардійців.
- У 1965 році бюсти восьми молодогвардійців встановлені перед входом до харківської гімназії № 116 (біля будинку «Слово»), яка з радянських часів носила ім'я «Молодої гвардії». Всі вісім бюстів 13 лютого 2024 року були пошкоджені, а через 2 дні демонтовані невідомими.